# Pyrgus malvae
Pyrgus malvae es una especie de lepidóptero ditrisio de la familia Hesperiidae que se distribuye a través de la región paleártica  excepto el extremo norte y la península ibérica, y hacia el  este hasta China  y Corea. 

## Características
Con su característico moteado negro y el patrón blanco esta mariposa es inconfundible, aunque cuando son viejos los individuos descoloridos pueden confundirse con Erynnis tages.

## Historia natural
Su hábitat principal en Gran Bretaña son las tierras bajas húmedas, pero otros incluyen prados con arbustos, claros del arbolado y el hábitat artificial de tierras de cultivo abandonadas. La mariposa se distribuye a través de la Inglaterra meridional y central así como en el País de Gales, pero ha declinado en varias áreas, especialmente en los hábitat más secos.

### Ciclo vital y fuentes de alimentación
Las hembras dejan puestas de huevos individuales sobre especies de la familia Rosaceae, normalmente Agrimonia eupatoria, Potentilla reptans y Fragaria vesca. 
Otras de las plantas que consumen ocasionalmente son Potentilla sterilis, Potentilla erecta, Sanguisorba minor, Rubus fruticosus, Rosa canina y Geum urbanum. 
En las plantas, las larvas crean estructuras de abrigo para usarlas cuando no se están alimentando. Las larvas tejen capullos donde la pupa pasa el invierno, antes de emerger en la primavera siguiente. La mariposa adulta vuela de finales de abril hasta mediados de junio.